# 派恩島 (佛羅里達州赫爾南多縣)
派恩島（英語：Pine Island）是位於美國佛羅里達州赫爾南多縣的一個人口普查指定地區。

## 地理
派恩島的座標為28°34′19″N 82°39′19″W / 28.57194°N 82.65528°W，而該地最高點為海拔高度1米（即3英尺）。

## 人口
根據2010年美國人口普查的數據，派恩島的面積為0.20平方千米，當中陸地面積為0.17平方千米，而水域面積為0.03平方千米。當地共有人口64人，而人口密度為每平方千米320人。